# كاثرين كير
كاثرين كير (بالإنجليزية: Katharine Kerr)‏ (3 أكتوبر 1944، كليفلاند في الولايات المتحدة)؛ كاتِبة وروائية أمريكية.